# Nicolaus von Amsdorf
Nicolaus von Amsdorf (Torgau, 3 dicembre 1483 – Eisenach, 14 maggio 1565) è stato un teologo e vescovo luterano tedesco.

## Biografia
Studiò teologia dapprima all'università di Lipsia e poi a quella di Wittenberg; fu anzi uno dei primi ad essersi immatricolato all'università di Wittenberg, fondata poco tempo prima (1502), e a Wittenberg conseguì il dottorato nel 1511. Come Andrea Carlostadio fu dapprima seguace della teologia scolastica, che tuttavia abbandonò in favore della dottrina della Predestinazione dopo l'incontro con Lutero (1517).
Rimase per tutta la vita uno dei più fervidi seguaci di Lutero: fu con lui nella disputa accademica avvenuta a Lipsia nel febbraio 1519, a Worms (1521) e nell'isolamento segreto volontario a Wartburg. Sostenne i primi sforzi della Riforma a Magdeburgo (1524), a Goslar (1531) e ad Einbeck (1534) e prese una parte attiva nella redazione degli Articoli di Smalcalda (1537), dove difese l'uso dei sacramenti. Nel 1539 intervenne con forza contro la bigamia del langravio Filippo il magnanimo.
Il 20 gennaio 1542 Amsdorf venne nominato dal principe elettore di Sassonia Giovanni Federico e da Lutero, contro il volere del capitolo, vescovo conte palatino di Naumburg-Zeitz, successore del vescovo Filippo del Palatinato appena deceduto. Dopo la morte di Lutero (1546) e la battaglia di Mühlberg, nella quale le truppe di Carlo V sbaragliarono le truppe protestanti della lega di Smalcalda (24 aprile 1547), Amsdorf dovette restituire la diocesi al vescovo cattolico Julius von Pflug ottenendo in cambio una pensione dal giovane duca di Weimar.
Successivamente fu tra i fondatori dell'Università di Jena (1548). Fu contrario agli "Interim di Augusta" (1548) e a Melantone; fu curatore assieme a Johannes Aurifaber dell'edizione di Jena dei lavori di Lutero. I suoi interessi teologici riguardarono il libero arbitrio, il peccato originale e il valore cristiano delle opere buone, riguardo alle quali Amsdorf sostenne che fossero inutili.

## Opere
- Ausgewahlte Schriften. Eingeleitet und herausgegeben von Otto Lerche. Gutersloh: C. Bertelsmann, 1938
- Ein kurtzer vnterricht auff D. Georgen Maiors Antwort, das er nit vnschuldig sey, wie er sich tragice rhumet... Nicolas von Amsdorff Erul. Basel, 1552
- Wie sichs mit des Durchleuchtigsten Hochgebornen fursten vnd Herrn, Herrn Johans Friderich des Eldern, weiland Hertzogen zu Sachssen vnd gebornem Churfursten Landgrauen in Duringen vnd Marggrauen zu Meissen, meines gnedigsten Herrn, Christlichen abschied zugetragen hat. Sampt einer Leichpredigt, vber dem Begrebnis zu Weimar, Montag nach Letare gethan, Anno 1554. Durch Niclas von Amsdorff. (Jena: bey Christian Rodinger, 1554)
- Antwort, glaub und bekentnis auff das schoene und liebliche Interim. Niclasen von Amssdorffs des veriagten Bischoffs zur Naumburgk. Magdeburg: Michael Lotter, 1548
- Vnterricht vnd Vermanung auffs newe Jar, so ich vor zweien jaren den grossen Herrn dieser Welt geschanckt habe. Niclas von Amsdorff. Jhena: durch Christian Rodinger, 1555
- Bekentnis Vnterricht vnd vermannung, der Pfarrern vnd Prediger, der Christlichen Kirchen zu Magdeburgk. Anno 1550. Den 13. Aprilis. Gedruckt zu Magdeburgk: durch Michel Lotther, 1550
- Funff furnemliche vnd gewisse Zeichen aus gottlicher heiliger Schrifft, so kurtz vor dem Jungsten tag geschehen sollen. Niclas von Amsdorff. Jhena: durch Christian Rodinger, 1554
- Ein gut newe Jar, den grossen Herrn in dieser Welt geschanckt. Durch Niclas von Amsdorff. Jhena: durch Christian Rodinger, 1554
- Ein Predigt aus den Schrifften Lutheri vber die Propheten gezogen. Das Deudscheland, wie Israel, Judea vnd Jerusalem, wird zustort vnd verwustet werden vmb gleicher Sunde willen. Niclas von Amsdorff. Jhena: durch Thomam Rebart, 1562